# Mauricio Macri

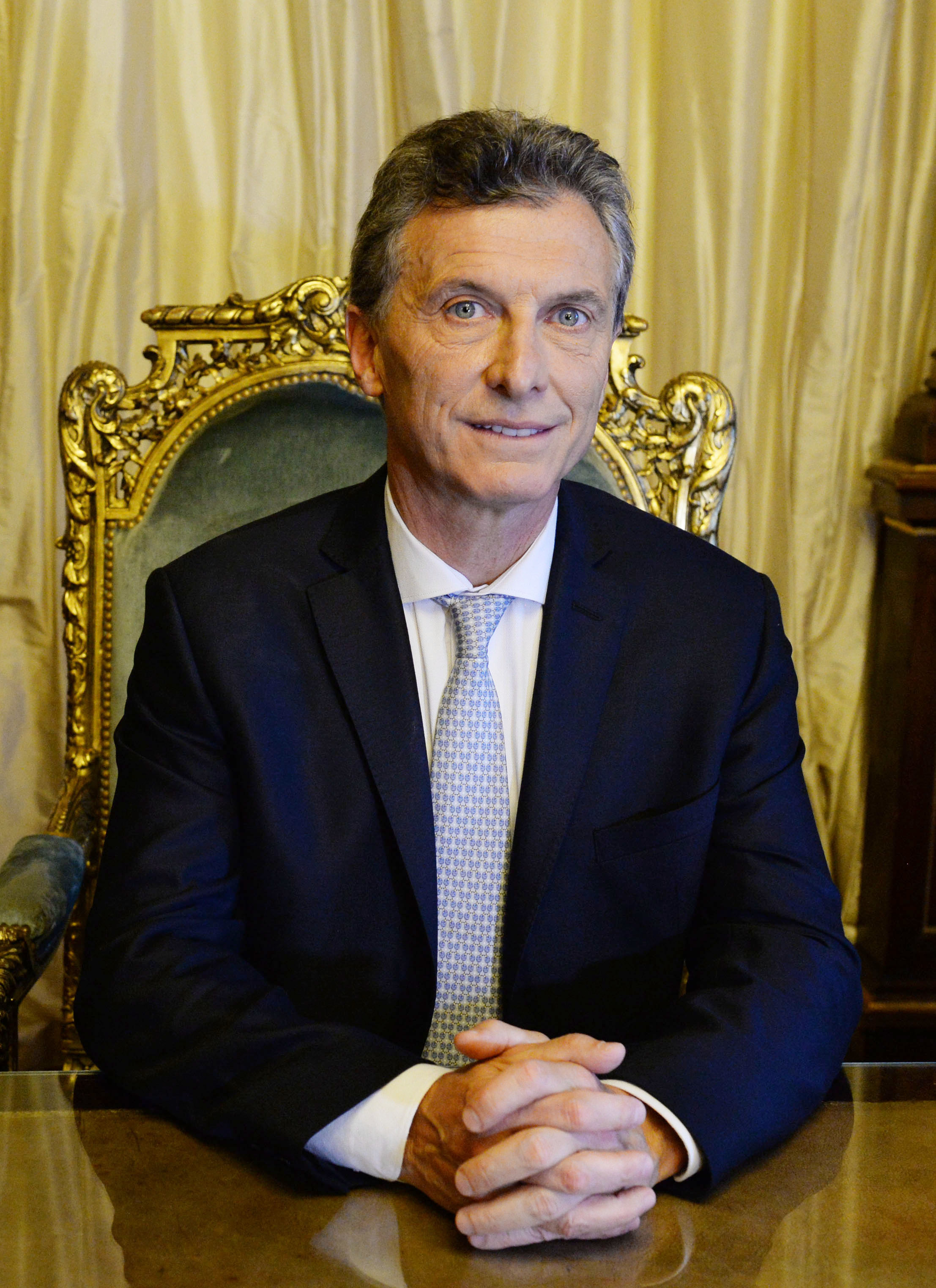
Mauricio Macri (2015)

Mauricio Macri ([mawˈɾisjo ˈmakɾi] ; * 8. Februar 1959 in Tandil) ist ein argentinischer Politiker. Von 2015 bis 2019 war er Präsident Argentiniens. Zuvor war der Politiker der konservativen Partei Propuesta Republicana (PRO) vom 11. Dezember 2007 bis 2015 Bürgermeister der argentinischen Hauptstadt Buenos Aires, die eine autonome Provinz Argentiniens ist. Davor war er Unternehmer und zusätzlich von 1995 bis 2007 Präsident des Sportvereins Boca Juniors.
Macri trat 2015 zur Präsidentenwahl in Argentinien an und setzte sich am 22. November 2015 in der Stichwahl mit 51,34 Prozent der Stimmen gegen den Regierungskandidaten Daniel Scioli durch. Er wurde am 10. Dezember 2015 als Staatspräsident vereidigt und regierte bis zum 9. Dezember 2019.

## Leben

### Kindheit, Jugend und Unternehmerzeit

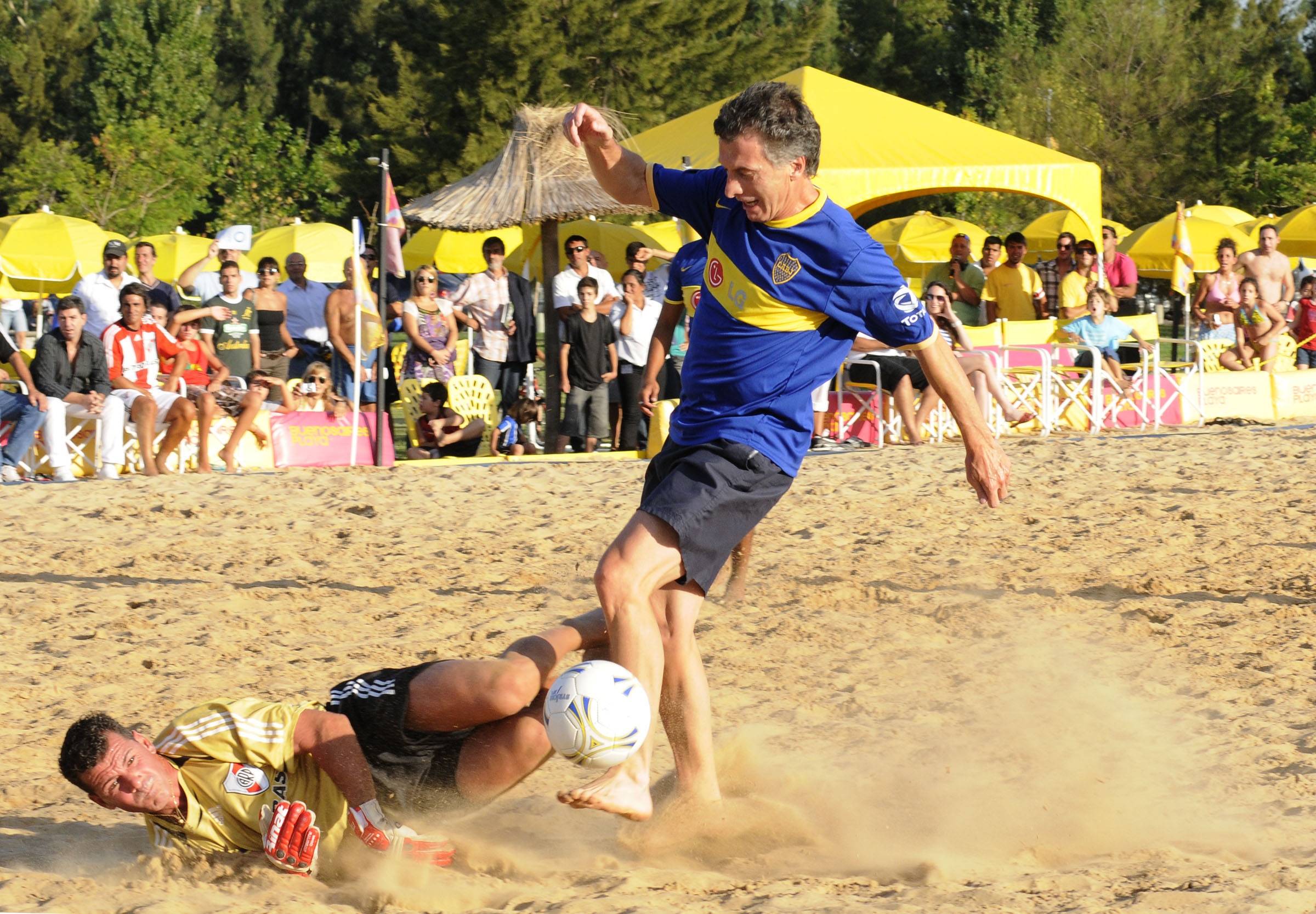
Macri im Trikot der Boca Juniors

Macri ist der Sohn des bekannten Unternehmers Franco Macri, der bereits bei der Geburt seines Sohnes eine umfangreiche Unternehmensgruppe aufgebaut hatte. Nach einem erfolgreichen Studium des Bauingenieurwesens und Arbeiten für verschiedene Unternehmen und im Konzern seines Vaters wurde er 1994 Präsident des Automobilherstellers Sevel. Im Jahr 2000 wurden er und das Unternehmen wegen Schmuggels von Ersatzteilen nach Uruguay angeklagt. Obwohl er darlegen konnte, dass es sich um einen legalen Handel gehandelt habe und daher freigesprochen wurde, kam es in der Folge zu Entlassungen bei den Funktionären, die den Fall verfolgt hatten. Von 1995 bis 2007 war Macri neben seiner Unternehmertätigkeit auch Präsident des Sportvereins Boca Juniors.

### Frühe politische Aktivitäten
Anfang der 2000er Jahre trat Macri in die Politik ein. Er gründete 2003 die Partei Compromiso para el Cambio und kandidierte für das Amt des Bürgermeisters von Buenos Aires. Obwohl er im ersten Wahlgang die meisten Stimmen bekam, wurde er in der Stichwahl von Aníbal Ibarra geschlagen. 2005 bewarb er sich, in der Allianz Propuesta Republicana gemeinsam mit der von Ricardo López Murphy geführten Partei Recrear para el Crecimiento, zum Abgeordnetenhaus des Distrikts Buenos Aires an und gewann diesen für sich.

### Bürgermeister von Buenos Aires

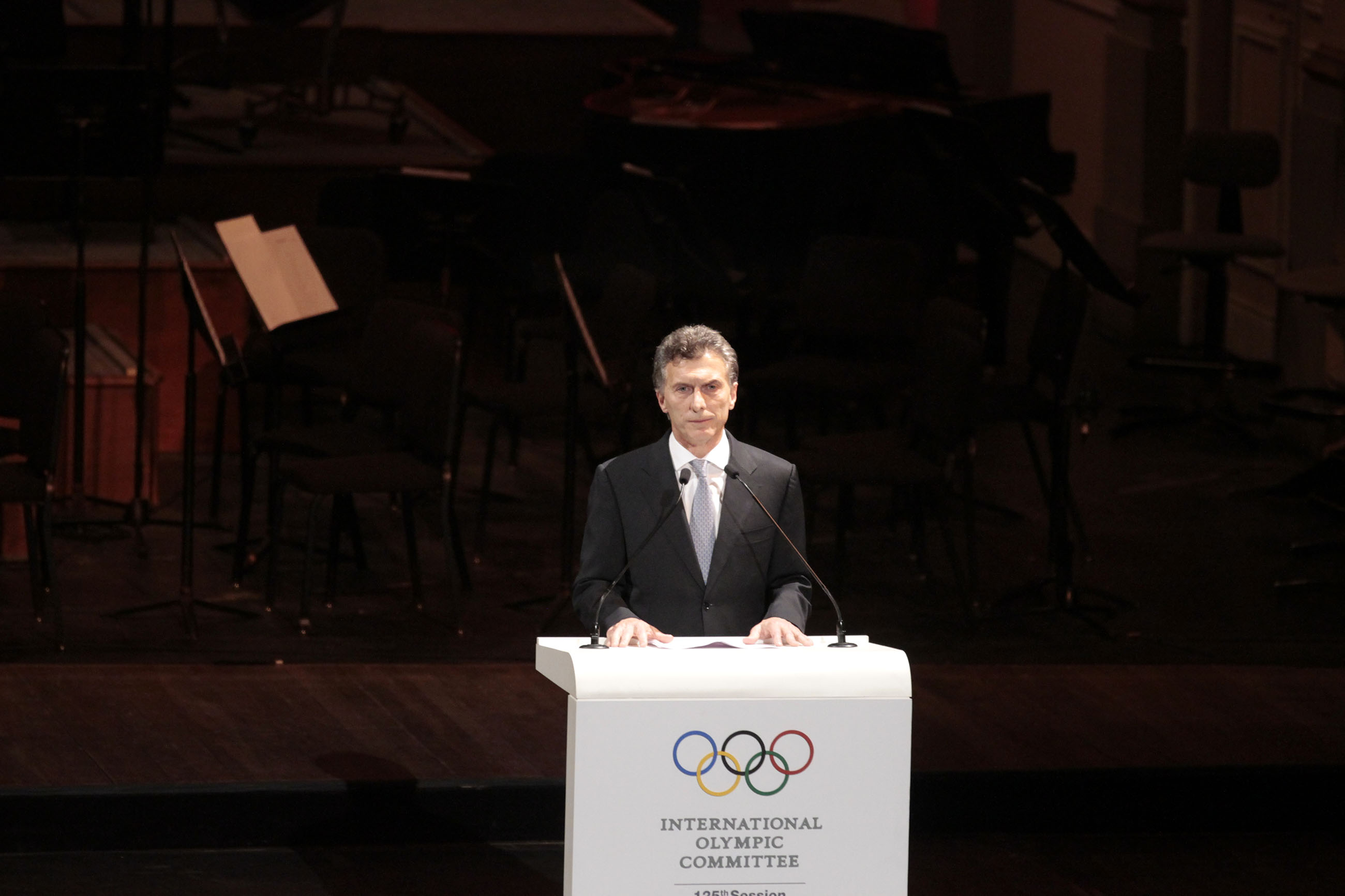
Macri 2013 bei der Eröffnungsrede zur 125. IOC-Session in Buenos Aires

Im Jahr 2007 verfolgte er zunächst die Absicht, bei den Präsidentschaftswahlen gemeinsam mit Jorge Sobisch, dem konservativen damaligen Gouverneur der Provinz Neuquén, in einer Formel anzutreten. Als jedoch Sobischs Image nach einem Mordfall bei der polizeilichen Repression gegen eine Demonstration von Lehrern starken Schaden nahm, distanzierte Macri sich von ihm und verfolgte stattdessen das Ziel einer erneuten Kandidatur für das Bürgermeisteramt in Buenos Aires. Diesmal war er mit 45,62 Prozent stärkster Kandidat in der ersten Runde und schlug den Kandidaten des Frente para la Victoria und des Partido Justicialista, Daniel Filmus, in der Stichwahl deutlich.
In Macris erste Amtszeit fiel als wichtigste Entscheidung die Einrichtung der Policía Metropolitana de la Ciudad de Buenos Aires, einer eigenen Polizeidivision für Buenos Aires, am 17. März 2008. Davor war die Sicherheit in der Stadt von der Policía Federal (Bundespolizei) gewährleistet worden. Die Einrichtung dieser Polizei verzögerte sich jedoch; erst am 5. Februar 2010 konnte sie erste Aufgaben übernehmen. Ebenfalls wurde das U-Bahn-Netz etwas erweitert und eine Schnellbuslinie, der Metrobús, eingerichtet.
Ab 2009 begann Macri eine Kooperation mit dem rechten, zur Regierung Kirchner dissidenten Parteiflügel der PJ, um seinen Einfluss auf andere Provinzen auszudehnen. Er verbündete sich vor den Parlamentswahlen mit den konservativen Peronisten Francisco de Narváez und Felipe Solá und gründete die Wahlallianz Unión-Pro. Sie errang einen Achtungserfolg, als sie sich in der wichtigsten Provinz Buenos Aires gegen den für das FPV als Spitzenkandidaten angetretenen Néstor Kirchner knapp als stärkste Kraft durchsetzte. In den anderen Provinzen, mit Ausnahme der Stadt Buenos Aires, erreichte Unión-Pro jedoch nur geringe Stimmenanteile oder trat nicht an.
2011 erwog Macri erneut, zu den Präsidentschaftswahlen anzutreten, entschied sich aber für den Versuch, eine Wiederwahl als Bürgermeister von Buenos Aires zu erreichen. Er konnte sein Ergebnis von 2007 mit 47 % noch steigern und wurde damit stärkster Kandidat in der ersten Runde, erneut belegte Daniel Filmus den zweiten Platz. Die Stichwahl Ende Juli endete ebenfalls mit einem deutlichen Sieg Macris, der 64,25 % der Stimmen erhielt.

### Präsident Argentiniens

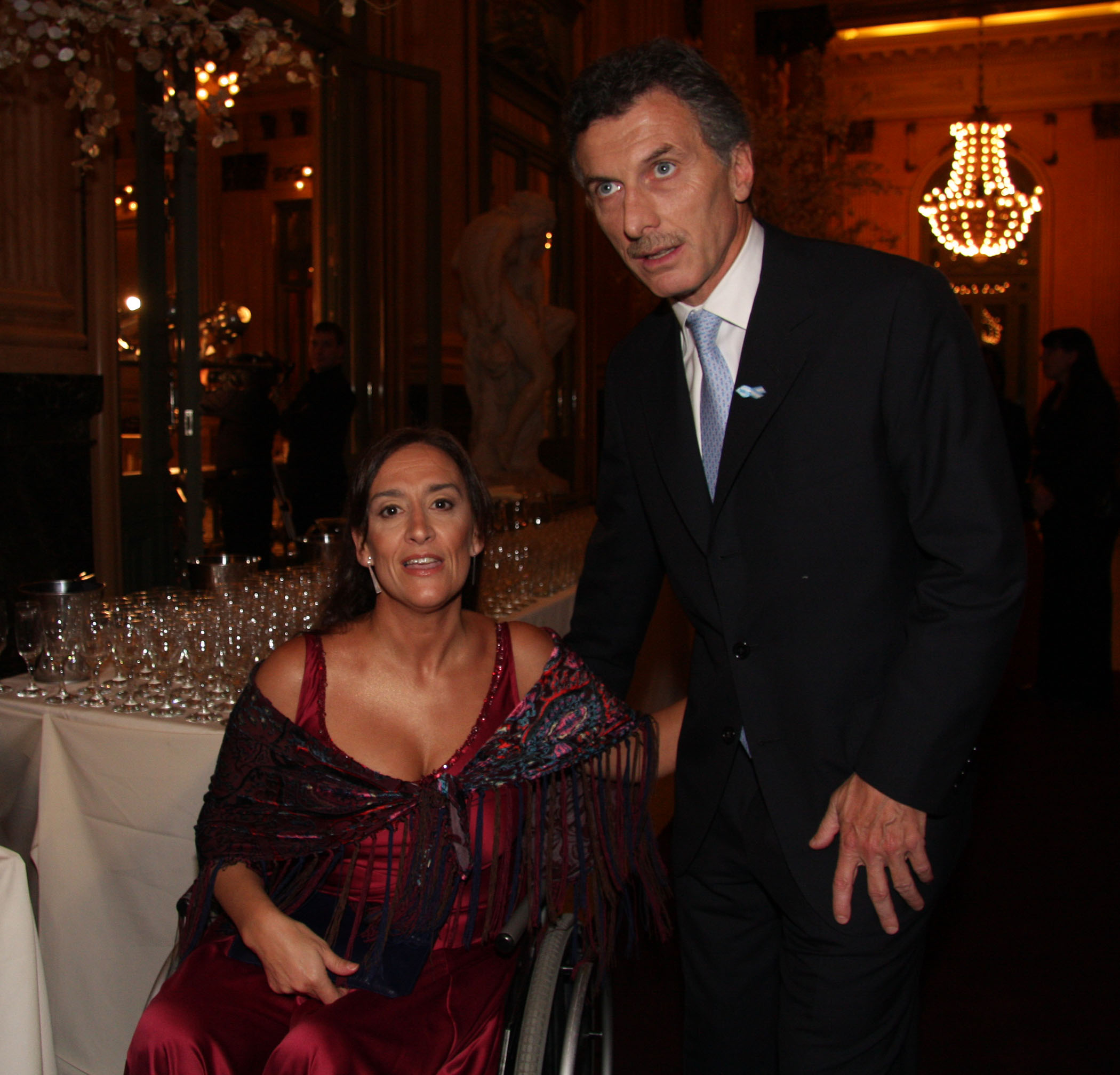
Macri 2010 mit Gabriela Michetti: Seit seinem Amtsantritt im Dezember 2015 seine Vizepräsidentin.

Bei den Präsidentschaftswahlen im Oktober/November 2015 trat Macri für das Bündnis Cambiemos an, das außer seiner Partei PRO auch die Unión Cívica Radical und die Coalición Cívica ARI umfasste. In der ersten Runde erreichte er mit 34,15 Prozent den zweiten Platz hinter Daniel Scioli. Scioli wurde von der bisherigen Amtsinhaberin Cristina Kirchner unterstützt. Wegen seines verglichen mit Umfragen überraschend guten Ergebnisses galt Macri daraufhin als Favorit für die Stichwahl.
Die Stichwahl um das Präsidentenamt in Argentinien gewann Macri mit 51,34 % (12.988.349 Stimmen) der Stimmen und einem Vorsprung von 678.774 Stimmen.

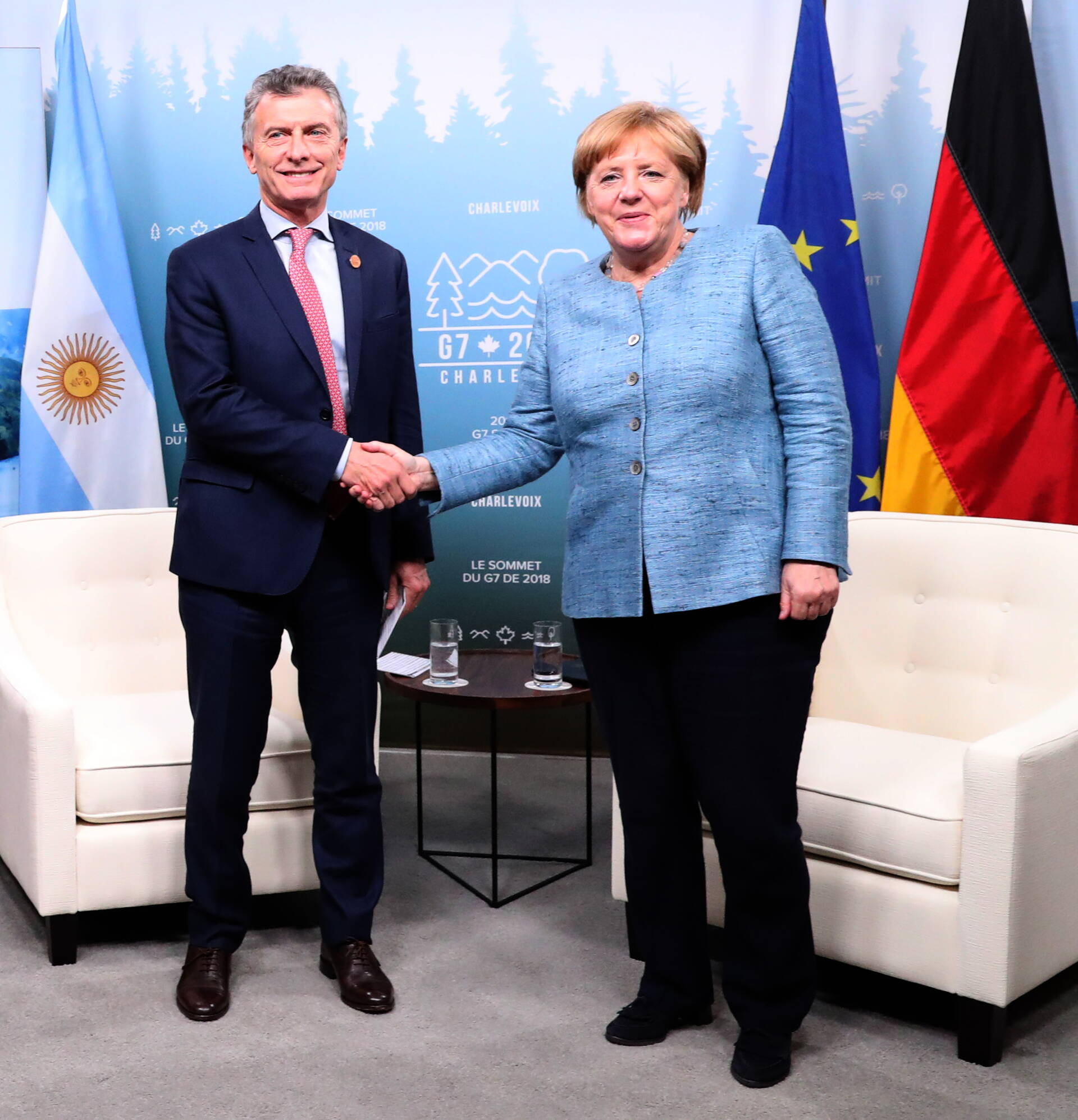
Macri mit Angela Merkel während des G7-Gipfels in La Malbaie 2018

Macri trat sein Amt am 10. Dezember 2015 an und stand dem Kabinett Macri vor. Zu seinen ersten wichtigen Amtshandlungen zählte die Aufhebung von Exportabgaben für Mais, Weizen, Sorghum, Sonnenblumen- und Fleischprodukte und die Reduktion der Abgaben auf Sojaprodukte von 35 auf 30 Prozent.
Für eine erste Kontroverse sorgte Macri mit einer Verordnung, mit der er angesichts zweier Vakanzen im Obersten Gerichtshof die beiden Richterposten für die Zeit der Sommerpause bis März 2016 besetzte, ohne den Senat zu konsultieren. Hierfür handelte sich Macri Kritik von Verfassungsrechtlern, Oppositionspolitikern und auch Verbündeten wie Julio Cobos ein, welche dieses Vorgehen als nicht verfassungsgemäß bezeichneten.
Am Abend des 16. Dezember 2015 hob Macris Regierung die seit Ende 2011 geltenden Restriktionen beim Handel mit Devisen auf. Dies führte zu einer Abwertung des Argentinischen Peso von etwa 35 Prozent, ohne jedoch einen übermäßigen Druck auf die Devisenkurse auszulösen.
Während seiner Amtszeit wurden durch Macris Sicherheitsministerin Patricia Bullrich zahlreiche Bestimmungen erlassen, die den Schusswaffengebrauch von Polizeikräften erleichterten. Unter anderem durften Schusswaffen bei Demonstrationen eingesetzt werden. Während der ersten drei Jahre der Präsidentschaft Macris kamen 1.206 Personen durch Polizeikräfte ums Leben, der höchste Wert seit der Militärdiktatur.
Im Juni 2019 einigten sich die Regierungschefs der Mercosur-Staaten gemeinsam mit der EU auf ein Freihandelsabkommen.
Wichtige Wirtschaftsindizes waren während der Präsidentschaft Macris negativ und es kam zu einer neuen Wirtschaftskrise. So war das Bruttoinlandsprodukt in drei seiner vier Regierungsjahren negativ, zuletzt mit −2,2 %. Auch die Inflation erreichte mit 53,8 % im Jahr 2019 den höchsten Wert seit 1991. Während seiner Amtszeit stieg der Prozentsatz der Personen, die unterhalb der Armutsschwelle leben von 32,3 % auf 35,5 %. Die Staatsverschuldung stieg in der Amtszeit von 157 Milliarden US$ auf 277 Milliarden US$. Er ist damit der Präsident, der das Land in den vergangenen 50 Jahren am stärksten verschuldet hat. Im September 2018 erklärte er, dass Argentinien die Schulden kurzfristig nicht bedienen könne. Die darauf einsetzende Kapitalflucht versuchte die Regierung durch eine Beschränkung des Devisenhandels sowohl für große Exportunternehmen als auch für Privatperson einzudämmen.
Bei den Präsidentschaftswahlen 2019 unterlag er als Kandidat des Bündnisses Juntos por el Cambio dem Herausfordererduo Alberto Fernández und Cristina Fernández de Kirchner. Macri erhielt 40,37 % der Stimmen.

### Privates
Macri ist katholisch und seit dem 16. November 2010 mit Juliana Awada, einer am 3. April 1974 in Buenos Aires geborenen Textilunternehmerin libanesischer Abstammung, verheiratet. Ihre Tochter Antonia wurde 2011 geboren. Aus erster Ehe mit Ivonne Bordeu hat Macri die erwachsenen Kinder Agustina, Gimena und Francisco. Der Politiker Jorge Macri ist sein Cousin. Macri spielt Bridge und vertrat die argentinische Bridge-Nationalmannschaft bei der 45. Bridge-Weltmeisterschaft 2022.

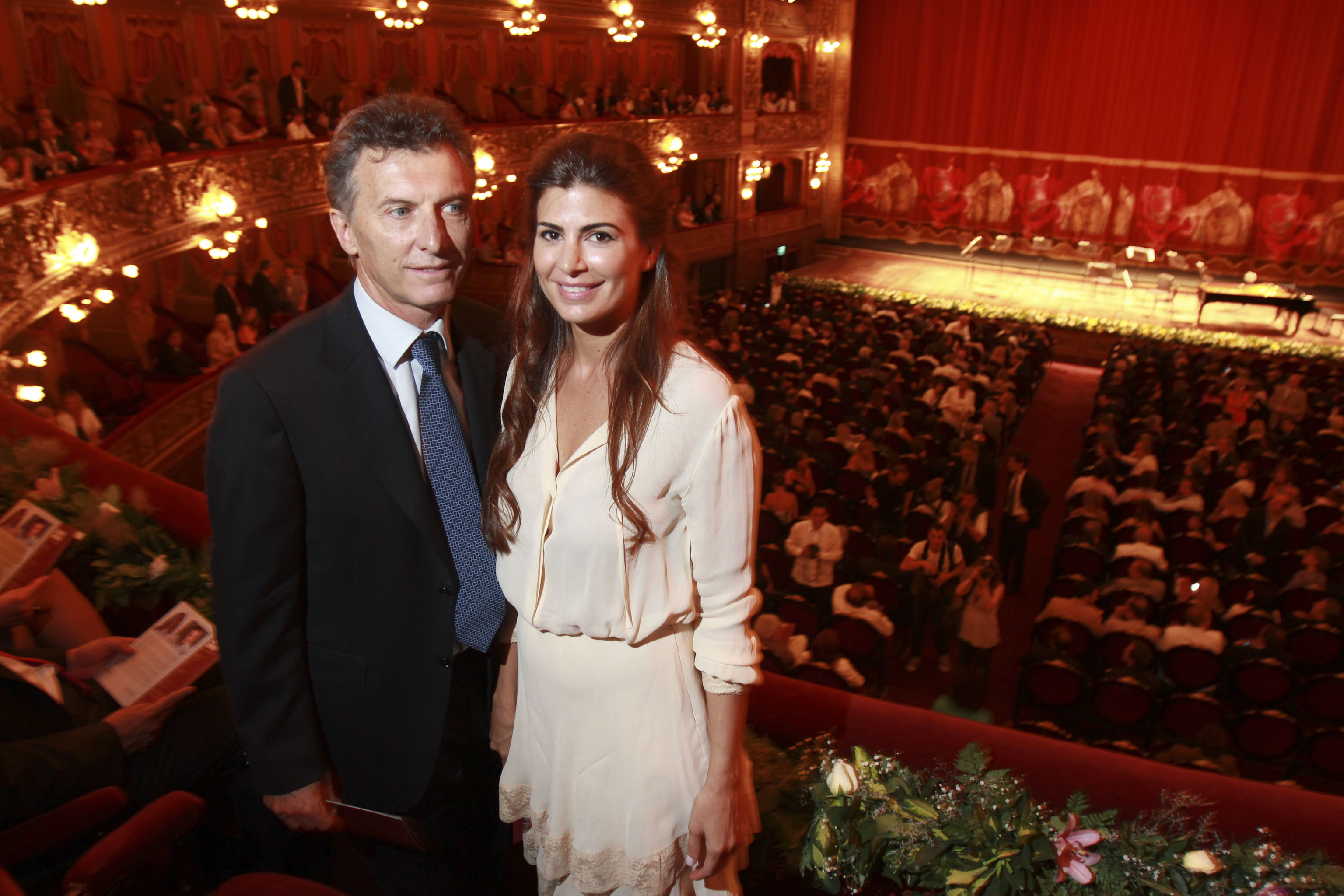
Mauricio Macri und Juliana Awada im Teatro Colón (2011)
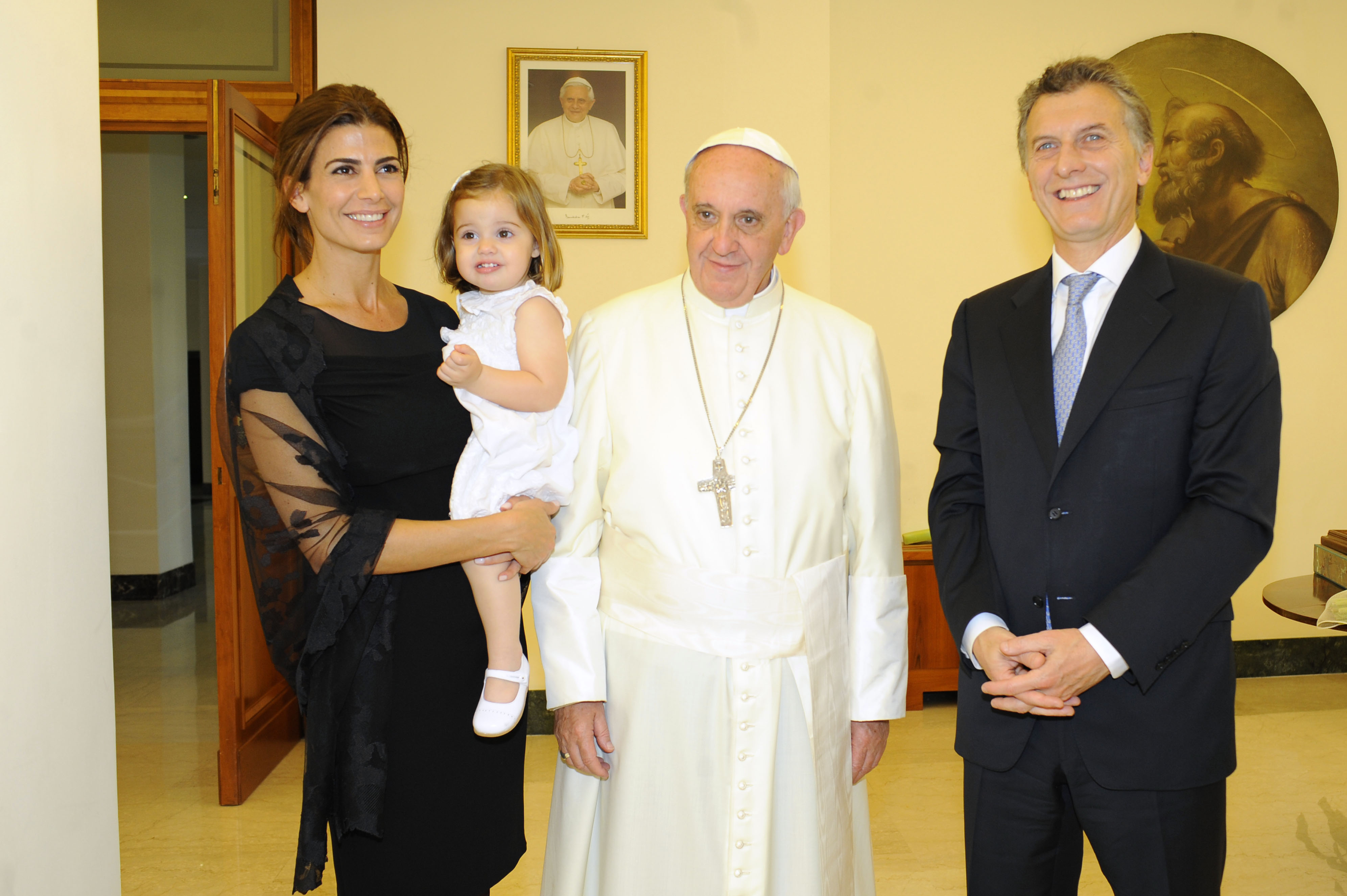
Juliana Awada, Antonia Macri, Papst Franziskus und Mauricio Macri im Vatikan (2013)
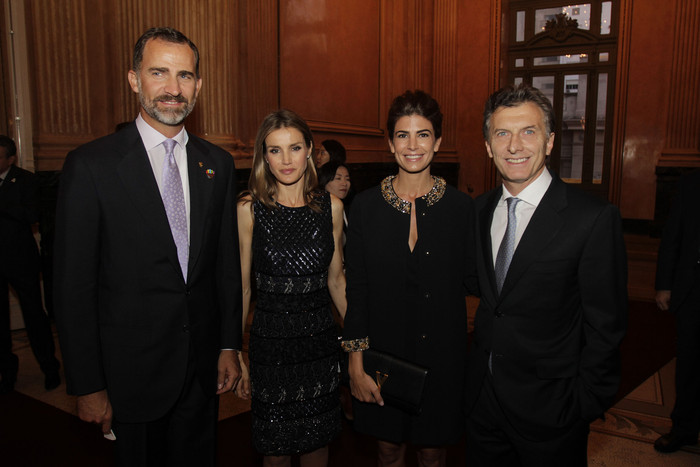
Felipe und Letizia von Asturien mit Juliana Awada und Mauricio Macri (2013)

## Kritik
Der Journalist und Historiker Uki Goñi verwies darauf, dass Macri die Zahl der Opfer der argentinischen Militärdiktatur mit rund 9.000 für niedriger als allgemein anerkannt (rund 30.000) halte und damit die revisionistische Relativierung der Verbrechen des Militärs fördere. Dieses habe sich, laut Macri, in einem Krieg gegen Terroristen befunden, was indirekt die Taten des Militärs rechtfertige.
Im Zuge der Veröffentlichung der Panama Papers werden unternehmerische Tätigkeiten von Macri in der Öffentlichkeit bekannt.
So wird Macri als Direktor der Fleg Trading Ltd. und der Kagemusha S.A. geführt, die sein Vater, der Großunternehmer Franco Macri, bis 2009 besessen hat. Dies hat er in seiner Amtszeit als Bürgermeister von Buenos Aires von Dezember 2007 bis 2015 nicht offengelegt. Ob er dazu verpflichtet war, ist unklar, da er kein eigenes Kapital an der Firma hielt. Nach einer Anzeige des Abgeordneten Norman Darío Martínez von der oppositionellen Frente para la Victoria leitete der Staatsanwalt Federico Delgado am 7. April 2016 ein Ermittlungsverfahren ein. Ermittlungsrichter ist Sebastián Casanello.
Macri wird für Bespitzelungen von Richtern, Staatsanwälten, Journalisten und anderen Medienvertretern während seiner Amtszeit verantwortlich gemacht. Darunter auch die Bespitzelung von Angehörigen der verunglückten Besatzung des U-Boots ARA San Juan. Aus diesem Grund wurde am 1. Dezember 2021 ein Verfahren gegen Macri eingeleitet, welches am 15. Juli 2022 eingestellt wurde.
Der argentinische Nachrichtendienst AFI legte im Dezember 2021 einem Gericht heimlich gefilmte Aufnahmen vom Juni 2017 vor, in denen der damalige Präsident neben anderen Politikern, Geheimdienstmitarbeitern und Bauunternehmern zu sehen ist. Die Gruppe beriet darüber, falsche Anschuldigungen gegen Gewerkschaftsmitglieder zu konstruieren, um dadurch Gerichtsverfahren gegen diese herbeizuführen. Arbeitnehmervertreter sehen dies im Zusammenhang mit der Verhaftung des Gewerkschaftsfunktionärs Juan Pablo Medina im September 2017 und der ohne Gerichtsbeschluss vorgenommenen Observierung anderer Beschäftigtenvertreter und ihrer Familien. Der argentinische Politiker Axel Kicillof (PJ) verglich das Verhalten Macris und seiner Vertrauten mit der Militärdiktatur.